# 狮子沟乡
狮子沟乡，是中华人民共和国河北省张家口崇礼区下辖的一个乡镇级行政单位。

## 行政区划
狮子沟乡下辖以下地区：
西狮子沟村、东土城村、西土城村、三道沟村、东狮子沟村、沙岭村、大碴底村、阳坡村、麻地沟村、西毛克岭村、东毛克岭村、三号村、五号村、六号村、十号村和十一号村。